# رابرتس بلوسوم
رابرتس بلوسوم (انگلیسی: Roberts Blossom؛ ۲۵ مارس ۱۹۲۴ – ۸ ژوئیهٔ ۲۰۱۱) یک هنرپیشه، و شاعر اهل ایالات متحده آمریکا بود.
از فیلم‌ها یا برنامه‌های تلویزیونی که وی در آن نقش داشته است می‌توان به تنها در خانه، برخورد نزدیک از نوع سوم، همیشه، فرار از آلکاتراز، روبن، روبن، آخرین وسوسه مسیح، رستاخیز، ویژن کوئست و دکتر هالیوود اشاره کرد.